# Gerda Krūmiņa
Gerda Krūmiņa (ur. 26 listopada 1984 w Kiesiu) – łotewska biathlonistka, uczestniczka Igrzysk Olimpijskich w Turynie i Vancouver.
Pierwszymi zawodami Gerdy w Pucharze Świata w sezonie 2004/2005 był bieg sprinterski w Hochfilzen podczas Mistrzostwa Świata w którym zajęła 89. miejsce. Pierwsze punkty w Pucharze Świata zdobyła na Mistrzostwach Świata w Anterselvie, zajmując 38. miejsce w biegu indywidualnym.

## Osiągnięcia

### Igrzyska olimpijskie
| 2006 Turyn/Cesana San Sicario (Włochy) | 70. miejsce (IN), 74. miejsce (SP), 18. miejsce (RL)                   |
| 2010 Vancouver/Whistler (Kanada)       | 69. miejsce (IN), 48. miejsce (SP), 57. miejsce (PU), 19. miejsce (RL) |

### Mistrzostwa świata
| 2005 Hochfilzen (Austria)            | 84. miejsce (IN), 89. miejsce (SP)                   |
| 2007 Anterselva (Włochy)             | 38. miejsce (IN), 74. miejsce (SP), 17. miejsce (RL) |
| 2008 Östersund (Szwecja)             | 50. miejsce (IN), 69. miejsce (SP), 20. miejsce (RL) |
| 2009 P’yŏngch’ang (Korea Południowa) | 93. miejsce (SP), 67. miejsce (PU), 20. miejsce (RL) |

### Mistrzostwa Europy
| 2006 Langdorf-Arbersee (Niemcy) | 57. miejsce (SP), DNS (PU)                   |
| 2007 Bansko (Bułgaria)          | 40. miejsce (IN), DNS (SP)                   |
| 2010 Otepää (Estonia)           | 49. miejsce (IN), 36. miejsce (SP), DNS (PU) |

### Puchar Świata

#### Miejsca w klasyfikacji generalnej
| Sezon     | Miejsce |
| --------- | ------- |
| 2007/2008 | 71.     |

### Puchar IBU

#### Miejsca w klasyfikacji generalnej
| Sezon     | Miejsce |
| --------- | ------- |
| 2007/2008 | 156.    |
| 2008/2009 | 95.     |
| 2010/2011 | 164.    |